# Friese wateren
De Friese wateren is een overzicht van de kanalen, meren, rivieren en historische wateren in de provincie Friesland.
Op 15 maart 2006 hebben Provinciale Staten de namen van de Friese wateren in Friesland vastgesteld. De namen van de Friese wateren worden op 15 maart 2007 (een jaar na het PS-besluit) officieel. Alle gemeentebesturen op het vasteland, met uitzondering van Harlingen, hebben gekozen voor de Friese, Stellingwerfse of Bildtse waternamen. De Nederlandse waternamen zijn afkomstig van de Topografische Dienst van Kadaster Geo-Informatie (TD).

## Rivieren
- Bijlinde
- Boorne (De Boarn) (ook: Ouddiep, Koningsdiep, Haudmare)
- Boven Tjonger
- Dokkumer Ee (De Ie)
- Dokkumergrootdiep (Dokkumer Grutdjip)
- Ee (De Friese Meren) (De Ie)
- Ee (IJlst) (Ie)
- Geeuw (De Geau)
- Ges (It Ges)
- Grootdiep (Oosterwolde)
- Het Kleindiep (It Lytsdjip)
- Kleindiep (Oosterwolde) (Lytsdjip)
- Lauwers (De Lauwers)
- Linde (De Lende)
- Luts (De Luts)
- Moezel (De Mûzel)
- Olde Lauwers (Alde Lauwers)
- Potmarge
- Sneeker Oudvaart (Snitser Aldfeart)
- Tilgrup (De Tillegröppe)
- Tjonger (De Kuunder)
- Zuider Ee (Suderie)

## Deels in Friesland
- Lauwersmeer
- IJsselmeer
- Waddenzee

## Historische wateren
- Lauwerszee
- Middelzee
- Zuiderzee